# チャッティースガリー語
チャッティースガリー語（チャッティースガリーご、छत्तीसगढ़ी, Chattisgarhi）はインド語派の言語である。主にインドのチャッティースガル州に話者がいる。チャッティースガル語ともいう。チャッティースガリーはチャッティースガル州のチャッティースガルが由来である。

## 言語名別称
- チャッティースガル語
- チャッティースガリー語
- Khaltahi
- Laria

## 方言
- Chhattisgarhi Proper (hne-chh)
- Khairagarhi (hne-kha)
- Binjhwari (hne-bin)
- Surgujia (sgj)
- Bhulia (hne-bhu)
- Baigani (hne-bai)
- Sadri Korwa (hne-sad)
- Kavardi (hne-kav)
- Kalanga (hne-kal)

## 文字
表記はデーヴァナーガリー文字を使用する。